# Léon de Maleville
Pour les articles homonymes, voir Maleville (homonymie).
François Jean Léon de Maleville dit Léon de Maleville, né à Montauban le 8 mai 1803, mort à Montauban le 28 mars 1879, est un homme politique français.

## Biographie

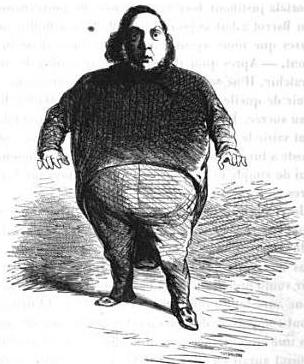
Caricature de Léon de Maleville par Cham.

Fils de Pierre de Maleville de Condat et de Marie Adrienne Sophie de Preissac (sœur de François Jean de Preissac), il est reçu avocat après avoir suivi son droit à Paris. Il est attaché comme secrétaire à Hennequin, puis chef de cabinet de son oncle le préfet Preissac. Léon de Maleville est ensuite secrétaire général du département de la Gironde jusqu'en 1833.
Le 21 juin 1834, il est élu député de Tarn-et-Garonne. Il obtient sa réélection dans ce département jusqu'en 1849.
Il est nommé sous-secrétaire d'État au département de l'Intérieur le 2 mars 1840, puis  ministre de l'Intérieur le 20 décembre 1848.
Le 8 juillet 1849, il est élu comme candidat des conservateurs-monarchistes de la « rue de Poitiers » par le département de la Seine, lors du scrutin complémentaire motivé par onze options ou décès.
Il est élu représentant à l'Assemblée nationale par les départements des Landes et de Tarn-et-Garonne aux élections générales du 8 février 1871 ; il opte pour le Tarn-et-Garonne. Il devient vice-président de l'Assemblée.
Élu sénateur inamovible par l'Assemblée nationale le 10 décembre 1875, il prend place au centre gauche de la Chambre haute.
Il est enterré à Caussade (Tarn et Garonne) avec sa famille dans un cimetière privé, ancienne propriété familiale route de Molières D22.

## Mandats et fonctions
- Député du Tarn-et-Garonne de 1834 à 1848, et de 1871 à 1875
- Sous-secrétaire d'État à l'Intérieur du 2 mars 1840 au 9 octobre 1840 dans le Gouvernement Adolphe Thiers (2)
- Ministre de l'Intérieur du 20 décembre 1848 au 29 décembre 1848 dans le Gouvernement Odilon Barrot (1)
- Député de la Seine de 1849 à 1851
- Sénateur inamovible de 1875 à 1879